# Primula anisodora
Primula anisodora é uma espécie da família Primulaceae.